# Гамильтон-Гордон, Артур, 1-й барон Стэнмор
Сэр Артур Гамильтон-Гордон, 1-й барон Стэнмор (англ. Arthur Hamilton-Gordon, 1st Baron Stanmore; 26 ноября 1829, Лондон – 30 января 1912, Челси) — барон, британский государственный и политический деятель, Лейтенант-губернатор Нью-Брансуика (1861–1866), губернатор о. Тринидад (1866-1870), губернатор Британского Маврикия (1871–1874), губернатор Фиджи (1875–1880), генерал-губернатор Новой Зеландии (1880–1882), Британский губернатор Цейлона (1883–1890),  колониальный администратор, член Королевской комиссии по историческим рукописям.

## Биография
Представитель старинного шотландского дворянского рода Гордонов. Младший сын политика Джорджа Гамильтона-Гордона Абердина. Его мать была вдовой виконта Джеймса Гамильтона.
Окончил Тринити-колледж в Кембридже. В 1849 году был президентом Кембриджского союза.
Работал личным секретарём у своего отца Премьер-министра Великобритании (1852–1855). В 1854–1857 годах – депутат 
Парламента Великобритании.
С 1861 по 1890 год работал на многих ответственных государственных должностях.
В 1877–1880 годах – Верховный комиссар по Западной части Тихого океана.
В 1897 году лорд Стэнмор стал председателем компании Pacific Islands Company Ltd («PIC»), компании, которая занималась торговой деятельностью в Тихом океане, включавшей добычу фосфоритной руды на острове Банаба (тогда известный как Оушен-Айленд) и Науру.